# Gorski gozdovi Hadžar
Gorski gozdovi Hadžar so zmerna ekoregija travišč, savane in grmičevja v gorovju Hadžar na vzhodnem Arabskem polotoku, ki se razteza čez dele Omana in Združenih arabskih emiratov.

## Geografija
Ekoregija vključuje zgornje vzpetine gorovja Hadžar. Gore tvorijo lok od severozahoda proti jugovzhodu skozi dele Omana in Združenih arabskih emiratov, ki segajo v dolžino več kot 500 kilometrov. Gore potekajo vzporedno z obalo Omanskega zaliva, z regijo Batina v obalni nižini med gorami in morjem.
Al Hajar al Gharbi ali zahodni Hadžar se razteza od polotoka Musandam na severovzhodni konici Arabskega polotoka skozi zahodni ZAE in severni Oman. Al Hajar ash Sharqi ali vzhodni Hadžar se razteza proti vzhodu proti Ras al Haddu, skrajni vzhodni točki v Omanu in Arabskem polotoku. Samail Gap ločuje vzhodni in zahodni del območja. Apnenčasta masiva Džebel Šams (2997 metrov) in Džebel Ahdar (2980 metrov), ki sta v zahodnem Hadžarju tik zahodno od Sumail Gapa, sta najvišja vrhova v območju. Najvišji vrh v vzhodnem Hadžarju je visok 2152 metrov.
Gore so sestavljene večinoma iz krednega apnenca, skupaj z izdanki metamorfnih in magmatskih kamnin, vključno s sivo-rjavimi [fofioliti]].
Puščavska in polpuščavska ekoregija Omanskega zaliva obdaja gorske gozdove na nižjih nadmorskih višinah.

### Podnebje
Ekoregija ima polsušno zmerno podnebje, ki v nižjih legah prehaja v subtropsko. Najhladnejši meseci so od decembra do marca, ko so v gorah nevihte, dež, nevihte s točo in občasno sneg, zlasti v višjih legah. Od aprila do septembra so toplejši, z občasnimi nevihtami, ki jih prinašajo monsuni v Indijskem oceanu.

## Rastlinstvo
Naravni tipi vegetacije vključujejo grmičevje in odprte gozdove, rastlinstvo pa se spreminja glede na nadmorsko višino in osnovno geologijo.
Odprti gozdovi z oljko (Olea europaea), Sideroxylon mascatense in Dodonaea viscosa (znan kot širokolistni hmelj) se raztezajo od 1100 do 2500 metrov nadmorske višine. Ziziphus spina-christi, Prosopis cineraria, akacija Vachellia tortilia in Ficus salicifolia ter druge vrste fig najdemo v sezonskih vodotokih (vadi). Na strmih pobočjih prevladuje navadni mleček (Euphorbia larica), poleg njega pa še vrtnasti slamnik (Vachelia tortilis), mavrica (V. gerardii) in aphylla periploca.
Montanski gozdovi se pojavljajo na visokih vrhovih med 2100 in 3000 metri nadmorske višine. Brin Juniperus seravschanica je značilno drevo, včasih pomešano z Olea europaea.
Na polotoku Musandam je v polzimzelenih gozdovih nad 1300 metrov nadmorske višine prej prevladoval Sideroxylon mascatense, zdaj pa v degradiranih gozdovih prevladuje Dodonaea viscosa. Med 1800 in 2000 metri nadmorske višine divji mandelj Prunus arabica tvori gozdove z Ephedra pachyclada in gosto pritlično plastjo grma Artemisia sieberi.
Ceratonia oreothauma ssp. oreothauma je endemična podvrsta drevesa, ki jo najdemo samo v eni dolini na Džebel Asvad v vzhodnem Hadžarju. Druga podvrsta se pojavlja v Somaliji.

## Živalstvo
Arabski tar (Arabitragus jayakari) je endemit v regiji. Drugi veliki sesalci se pojavljajo v majhnem številu, vključno gorska gazela (Gazella gazella), zlasti v rezervatu Vadi Sareen, arabski volk (Canis lupus arabs), progasta hijena (Hyaena hyaena) in afriška divja mačka (Felis lybica lybica).
V gorah je endemičnih pet vrst kuščarjev – emiratski listoprsti gekon (Asaccus caudivolvulus), gallagherjev gekon (Asaccus gallagheri), omanski skalni gekon (Pristurus celerrimus), džajakarski kuščar (Omanosaura jayakari) in modrorepi kuščar (Omanosaura cyanura). Gorski listoprsti gekon (Asaccus montanus), listnati gekon s ploščatim gobcem (Asaccus platyrhynchus) in skalni gekon Pristurus gallagheri so kuščarji, endemični za Oman, ki živijo v gorah.
Okoli Džebel Ahdarja je bilo zabeleženih 71 vrst ptic, vključno 28 gnezdilk in 41 selivk. Med stalnimi pticami so golouhi jastreb (Torgos tracheliotus), arabska jerebica (Alectoris melanocephala), peščena jerebica (Ammoperdix heyi), bleda uharica (Otus brucei), kapučasti pšeničar (Oenanthe monacha) in Humov pšeničnik (Oenanthe alboniger).

## Ohranjanje in grožnje
Ekoregijo ogroža prekomerna paša kamel, koz in divjih oslov. Prekomerna paša je omejila sposobnost regeneracije gozdov Ceratonia in brinovih gozdov pod 2400 metri.

## Zavarovana območja
1,27 % ekoregije je v zavarovanih območjih. Zavarovana območja vključujejo zaščiteno območje Hatta (28 km²) v Združenih arabskih emiratih in slikovit rezervat Al Jabal Al Akhdar (296 km²) v Omanu.